# Katedra w Brechin
Katedra w Brechin (ang. Brechin Cathedral) – kościół należący do Kościoła Szkocji. Mieści się przy ulicy Church Lane.
Główna struktura pochodzi z późnego XII wieku. Salowe prezbiterium zostało zbudowane w pierwszym wzmiankowanym okresie, w stylu gotyckim. Fasada zachodnia i 70-stopniowa wieża rozpoczęta w XIII wieku, ukończona w XIV wieku. 58-stopniowa kamienna iglica dodana w XV wieku, sklepienie na parterze. 5-przęsłowa nawa główna z ośmiokątnymi filarami od strony południowej i naprzemiennie ośmiobocznymi i skupionymi od strony północnej. Wschodnie półfilary i 2 filary pochodzą z pierwszego wzmiankowanego okresu, pozostałe z późniejszego czasu. Okna w clerestorium ponad filarami, ukryte kiedy nawa główna została ponownie zadaszona i nawy boczne przebudowane na jednoprzęsłowe w 1806 roku; w tym samym roku oryginalne transepty zostały rozebrane. Gruntowna restauracja w latach 1899-1902 według projektu architekta Johna Honeymana z Glasgow. Południowa nawa boczna i transept odbudowane jako zbliżone do oryginalnych z nową północną nawą boczną i kruchtą. Prezbiterium odbudowane w formie krótszej od oryginalnej. Bogate pod względem formy witraże wykonane przez Henry'ego Holidaya, Williama Wilsona i innych.